# Меречко, Владислав
Владислав Меречко (29 сентября 1961, Тбилиси, Грузинская ССР, СССР) — советский футболист, защитник.
Воспитанник тбилисской футбольной школы «Юный динамовец», тренер Д. Ушверидзе. В 1978—1979 годах сыграл три матча за дубль местного «Динамо». Следующие два года провёл в команде второй лиги «Торпедо» Кутаиси. В 1982 году перешёл в ленинградский «Зенит», за основную команду провёл четыре матча. 1984 год отыграл в клубе «Мерцхали» Озургети из второй лиги, в 1986—1988 играл за команду тбилисского ветинститута.